# Larry Flynt - Oltre lo scandalo
Larry Flynt - Oltre lo scandalo (The People vs. Larry Flynt) è un film del 1996, diretto da Miloš Forman.

## Trama
Negli Stati Uniti degli anni settanta l'eccentrico e anticonformista imprenditore Larry Flynt, dopo alterne vicende lavorative e aiutato dalla quarta moglie Althea e dal fratello Jimmy, fonda Hustler, una rivista pornografica che diventa in breve tempo un vero e proprio caso mediatico. Lo stile alternativo, gli scoop e le foto particolarmente spinte scandalizzano i puritani e le comunità religiose che intraprendono vere e proprie crociate anche legali per obbligare Flynt a cambiare registro.
Si susseguono i processi durante i quali l'istrionico Larry, difeso dall'avvocato e amico Alan Isaacman, dà spettacolo e controbatte sempre allo stesso modo, invocando il primo emendamento. L'opinione pubblica è spaccata e nel frattempo Larry e Althea, ormai ricchissimi, conducono una vita folle e sregolata, dediti alle droghe, al sesso promiscuo e a ogni tipo di eccesso fino a che Larry non finisce in carcere. In seguito a questa traumatizzante esperienza viene avvicinato da Ruth Carter, sorella del presidente Jimmy, che lo converte al culto dei cristiani evangelici.
Il fervore mistico non ferma però le attività di Hustler, generando un grottesco controsenso tra religione e immoralità. Usciti dall'ennesima udienza, Larry e Isaac subiscono un attentato in cui l'editore ha la peggio: dei colpi di fucile lo paralizzano dalla vita in giù. Preda di atroci dolori, Flynt diviene dipendente dai farmaci antidolorifici, mentre la tossicodipendenza di Althea inizia ad assumere tratti drammatici. La sua nuova condizione lo porta ad un totale rifiuto di Dio e di ogni religione, mentre i processi per oscenità continuano e a questi si sommano dei nuovi guai giudiziari: lo stimato reverendo e telepredicatore Jerry Falwell querela Larry Flynt per una vignetta apparsa su Hustler da lui ritenuta offensiva e lesiva della dignità.
Larry, ormai allo sbando, non è più in grado di reggere tanta pressione e si lascia andare a comportamenti sconsiderati e provocatori durante le udienze (indossa una bandiera americana a mo' di pannolino e manda platealmente a quel Paese l'intera Corte). Solo Althea gli rimane sempre accanto, perché anche l'amico Isaacman lo abbandona, stanco e umiliato dalle sue intemperanze. Purtroppo la salute della donna diviene sempre più precaria finché non si scopre che è malata di AIDS. Dopo l'operazione chirurgica che fa finalmente cessare i dolori e lo libera dallo stordimento dei farmaci da cui dipendeva, Flynt può riprendere le redini della sua rivista, ma la serenità è ancora lontana dal tornare perché Althea ha una crisi e muore nella vasca da bagno.
Dopo aver sentito il reverendo in televisione definire l'AIDS come una punizione divina per i peccatori, Flynt torna da Isaacman e lo convince a rivolgersi alla Corte suprema per impugnare la sentenza che lo obbligava a risarcire Falwell per danni psicologici. L'ultima sentenza finalmente sancisce la libertà di Larry Flynt di continuare a pubblicare la sua rivista: la battaglia è quindi vinta. Nell'ultima sequenza del film vediamo Flynt che guarda un video di Althea, promettendole di continuare a vivere ed a combattere per lei.

## Produzione
Prodotto da Oliver Stone che avrebbe voluto esserne il regista, e dalle società Columbia Pictures Corporation, Filmhaus Illusion Entertainment, Ixtlan, Phoenix Pictures.

### Cast
Il vero Larry Flynt ha partecipato come attore al film interpretando la parte del giudice Morrissey.

### Data di uscita
La prima fu al New York Film Festival il 13 ottobre 1996. Il film venne distribuito in varie nazioni, fra cui:
- Stati Uniti, The People vs. Larry Flynt 25 dicembre 1996
- Francia, Larry Flynt 19 febbraio 1997
- Australia 20 febbraio 1997
- Germania, Larry Flynt - Die nackte Wahrheit 20 febbraio 1997
- Nuova Zelanda 20 febbraio 1997
- Finlandia, Larry Flynt - minulla on oikeus 21 febbraio 1997
- Svezia, Larry Flynt - skandalernas man 21 febbraio 1997
- Turchia 21 febbraio 1997
- Spagna, El escándalo de Larry Flynt  25 febbraio 1997
- Islanda 28 febbraio 1997
- Polonia 28 febbraio 1997
- Portogallo 28 febbraio 1997
- Sudafrica 28 febbraio 1997
- Argentina, Larry Flynt - El nombre del escándalo 6 marzo 1997
- Repubblica Ceca, Lid versus Larry Flynt 6 marzo 1997
- Slovacchia, Lud verzus Larry Flynt 6 marzo 1997
- Danimarca 7 marzo 1997
- Israele 14 marzo 1997
- Norvegia 21 marzo 1997
- Ungheria 3 aprile 1997
- Regno Unito, Larry Flynt: Ha-Ish V'Ha-Scandal 11 aprile 1997
- Estonia 9 maggio 1997
- Corea del Sud 12 luglio 1997
- Giappone 2 agosto 1997

## Incassi
Il film ha incassato oltre 20 milioni di dollari nel mercato statunitense.

## Critica
Il film affronta la delicata questione della libertà d'espressione e riesce a commuovere lo spettatore con un tocco di furbizia.
Il portale Rotten Tomatoes lo premia con 89% dei giudizi positivi, una media di 7,69/10 basata su 54 recensioni. Sul sito Metacritic, invece, il film raggiunge un punteggio di 79/100, basato su 24 critiche.

## Riconoscimenti
- 1997 - Premio Oscar
  - Nomination Migliore regia a Miloš Forman
  - Nomination Miglior attore protagonista a Woody Harrelson
- 1997 - Golden Globe
  - Migliore regia a Miloš Forman
  - Migliore sceneggiatura a Scott Alexander e Larry Karaszewski
  - Nomination Miglior film drammatico
  - Nomination Miglior attore in un film drammatico a Woody Harrelson
  - Nomination Miglior attrice non protagonista a Courtney Love
- 1997 - Festival di Berlino
  - Orso d'oro a Miloš Forman
- 1996 - Boston Society of Film Critics Award
  - Miglior attore non protagonista a Edward Norton
  - Miglior attrice non protagonista a Courtney Love
- 1997 - Broadcast Film Critics Association Award
  - Nomination Miglior film
- 1997 - Chicago Film Critics Association Award
  - Miglior performance rivelazione a Edward Norton
  - Miglior performance rivelazione a Courtney Love
- 1996 - Los Angeles Film Critics Association Award
  - Miglior attore non protagonista a Edward Norton
  - Nomination Miglior attrice non protagonista a Courtney Love

- 1997 - MTV Movie Award
  - Nomination Miglior performance rivelazione a Courtney Love
- 1997 - National Board of Review Award
  - Premio per la libertà di Espressione a Miloš Forman e Oliver Stone
  - Migliori dieci film
- 1997 - Kansas City Film Critics Circle Awards
  - Miglior film
- 1997 - European Film Awards 
  - Migliore regia a Miloš Forman
- 1997 - Satellite Award
  - Migliore sceneggiatura originale a Scott Alexander e Larry Karaszewski
  - Miglior attrice non protagonista a Courtney Love
- 1997 - Screen Actors Guild Award
  - Nomination Miglior attore protagonista a Woody Harrelson
- 1997 - Southeastern Film Critics Association Award
  - Miglior attore non protagonista a Edward Norton
- 1996 - New York Film Critics Circle Award
  - Miglior attrice non protagonista a Courtney Love
- 1997 - Writers Guild of America
  - Premio Onorario Paul Selvin a Scott Alexander e Larry Karaszewski